# Język kangean
Język kangean – język austronezyjski używany w indonezyjskiej prowincji Jawa Wschodnia, przez ludność wysp Kangean na wschód od Madury. Według danych z 2000 roku posługuje się nim 110 tys. osób.
Bywa opisywany jako dialekt języka madurskiego. Jego odrębny status postuluje część publikacji. W klasyfikacji Ethnologue (wyd. 24) stanowi osobny język, tworzący wspólną grupę wraz z madurskim. W 1968 roku odnotowano, że jest słabo zrozumiały dla użytkowników wschodnich dialektów madurskich, do czego przyczyniają się znaczne różnice leksykalne.
Jest zapisywany alfabetem łacińskim.